# Nieuwstraat 1 (Baarn)
De villa aan de Nieuwstraat 1 is een gemeentelijk monument in Baarn in de provincie Utrecht.
De villa werd gebouwd in 1881 voor Wilhelmus van Doornik. In 1906 kreeg het midden van de villa een tweede verdieping. Het pand heeft een Italiaans uiterlijk. Niet alleen door de twee paviljoens die verbonden zijn door een middenstuk, maar ook door de decoraties en de brede banden onderaan.
Het pand in renaissancestijl wordt gebruikt als kantoor.